# Bataille de Gettysburg
Guerre de Sécession
Batailles
Campagne de Pennsylvanie
- Franklin's Crossing
- Brandy Station
- 2e Winchester
- Aldie
- Middleburg
- Upperville
- 2e Fairfax Court House
- Corbit's Charge (en)
- Hanover
- Sporting Hill
- Carlisle
- Gettysburg
- Retraite de Gettysburg
- Fairfield
- Monterey
- Williamsport
- Boonsboro
- Funkstown
- Manassas Gap

La bataille de Gettysburg se déroule du 1er au 3 juillet 1863 à Gettysburg (Pennsylvanie) pendant la guerre de Sécession. Cette bataille, la plus lourde de la guerre quant aux pertes humaines, se conclut par la défaite des Confédérés qui laissent le terrain aux Unionistes. Elle est souvent considérée comme le principal tournant de la guerre.
Elle marque l'échec de l'offensive de l'armée de Virginie du Nord, commandée par le général Lee, face à l'armée du Potomac du général Meade et met fin à l'invasion par les troupes confédérées des territoires contrôlés par l'Union.
Après sa victoire écrasante à Chancellorsville, en mai 1863, Lee décide de pousser son avantage. Son armée est galvanisée et il espère pousser les dirigeants de l'Union à accepter la paix en menaçant Harrisburg, Philadelphie et Washington D.C. Le général Hooker lance son armée à sa poursuite mais son échec à Chancellorsville pousse le président Lincoln à le remplacer trois jours avant la bataille par Meade.
Les deux armées engagent les hostilités le 1er juillet à Gettysburg. Les abords nord-ouest de la ville sont défendus par le général Buford, à la tête d'une division de cavalerie, renforcée par deux corps d'infanterie. Ils subissent l'assaut de troupes supérieures en nombre en provenance du nord et du nord-ouest et doivent reculer et prendre position sur les collines au sud de la ville.
Le deuxième jour, le plus gros des troupes des deux armées ont rejoint le champ de bataille. Les lignes de défense de l'Union sont organisées en forme d'hameçon. À la fin de l'après-midi du 2 juillet, Lee lance un assaut important sur le flanc gauche de l'armée du Potomac et des combats acharnés ont lieu, notamment à Little Round Top. Sur le flanc droit, les Unionistes résistent à Culp's Hill et Cemetery Hill. Malgré de lourdes pertes, les soldats de l'Union parviennent à repousser les Confédérés.
Le 3 juillet, troisième jour de la bataille, des combats de cavalerie ont lieu à l'est et au sud mais l'événement principal est le spectaculaire assaut, connu sous le nom de « charge de Pickett », de 12 500 fantassins confédérés contre le centre de la ligne de défense des Unionistes. L'échec de cet assaut contraint Lee à se retirer du champ de bataille et à rentrer en Virginie.
Quelques mois après la bataille, le président Lincoln rend un hommage, connu sous le nom de Discours de Gettysburg, aux victimes des deux camps.

## Préparation

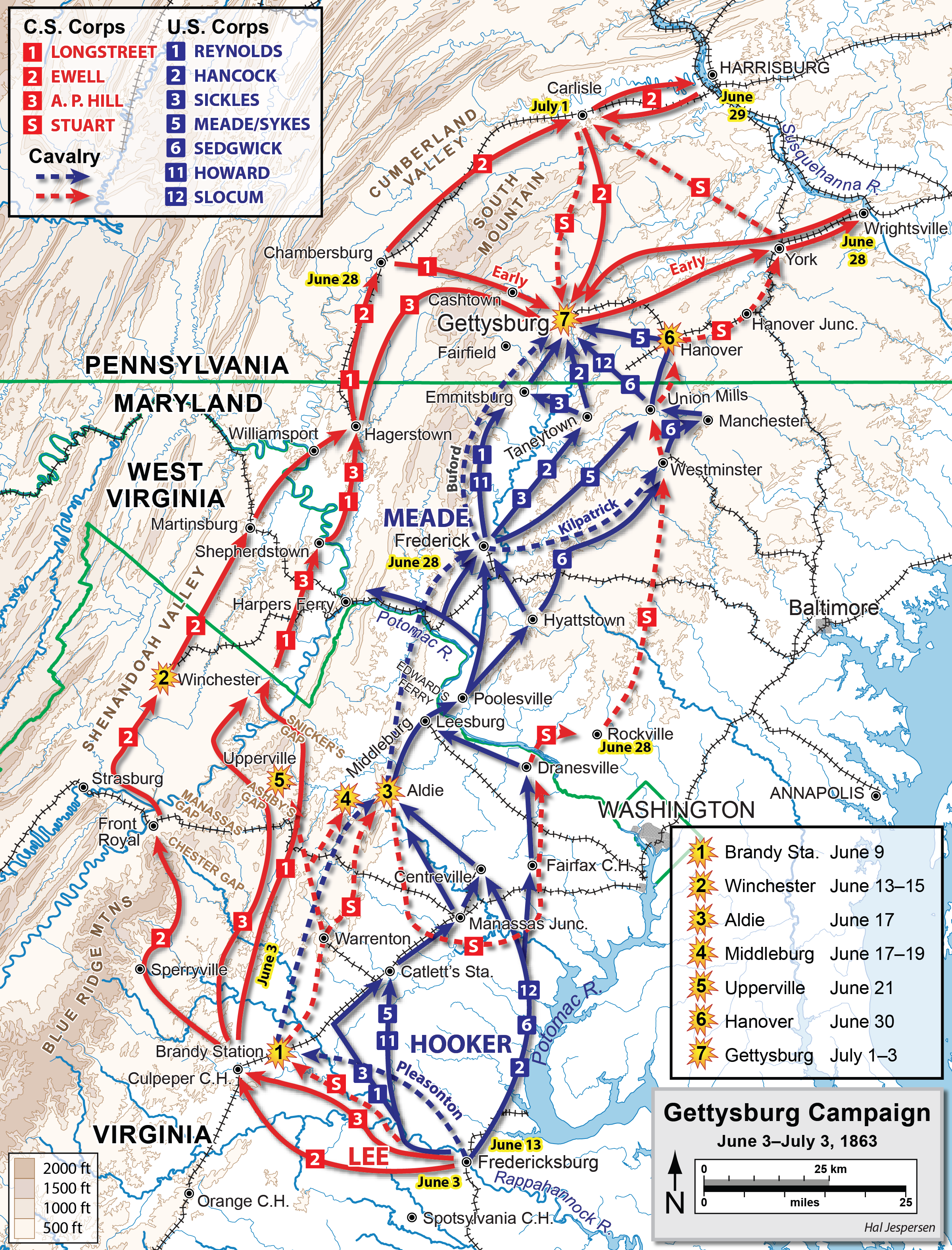
1re partie de la campagne de Gettysburg : offensive sudiste.
Confédération
Union

Après leur victoire à Chancellorsville, le général confédéré Robert Lee et l'armée de Virginie du Nord (environ 72 000 hommes) qu'il dirige, réussissent à déjouer la surveillance de l'armée du Potomac (environ 94 000 hommes) commandée par Joseph Hooker puis - à partir du 28 juin - par George G. Meade, quittent Fredericksburg, en Virginie, remontent vers le nord par la vallée de Shenandoah, reprennent la ville de Winchester, franchissent le fleuve Potomac, et menacent les grandes villes contrôlées par l'Union : Harrisburg, Baltimore, Philadelphie et surtout Washington.
Pour plus d'efficacité, Lee réorganise son armée en trois Corps : James Longstreet conserve le commandement du Premier Corps. L'autre, précédemment commandé par Stonewall Jackson, mortellement blessé à Chancellorsville, est divisé en deux : Richard Ewell prend le commandement du Second Corps tandis que Ambrose Powell Hill dirige le Troisième Corps. La division de cavalerie est placée sous les ordres de James Stuart.
L'armée du Potomac est composée de sept Corps d'infanterie et d'un Corps de cavalerie. Elle ne subit pas de réorganisation importante avant la bataille à l'exception notable du changement de son commandant en chef, Joseph Hooker subissant les conséquences de sa lourde défaite à Chancellorsville et de son incapacité à empêcher l'invasion des territoires de l'Union par l'armée de Lee, au profit de George Meade,.
Le 29 juin, Lee apprend la présence de l'armée de l'Union qui a traversé le Potomac à Frederick (Maryland) et il décide de regrouper ses trois corps d'armée à Cashtown, située 10 kilomètres à l'ouest de Gettysburg, une bourgade de 2 400 habitants située au carrefour de nombreuses routes.
Le 30 juin, une brigade confédérée commandée par James Johnston Pettigrew atteint Gettysburg, à la recherche de ravitaillement,,,,,. Lorsqu'ils sont en vue de la ville, ils aperçoivent une partie de la cavalerie de l'Union, commandée par John Buford, au sud de celle-ci, et se retirent vers Cashtown sans engager le combat. Pettigrew rapporte ses observations à son supérieur, le général Henry Heth, et au général Hill mais les deux hommes n'envisagent pas qu'il puisse s'agir d'éléments de l'armée adverse, privilégiant la thèse d'une milice constituée localement pour défendre la ville contre l'invasion sudiste.
Malgré l'ordre du général Lee d'éviter l'affrontement avant que l'armée de Virginie du Nord ne soit entièrement regroupée (ce qui n'est pas encore le cas au soir du 30 juin), le général Hill décide de mener une reconnaissance en force pour estimer la détermination et la puissance des troupes qu'il a en face de lui. Le 1er juillet, vers 5 heures, deux brigades de la division du général Heth avancent sur Gettysburg,.

## Forces en présence
Forces de l'Union
L'armée du Potomac est commandée par le major général George G. Meade.
- Ier corps du major-général John F. Reynolds †[Note 1]
- IIe corps du major-général Winfield S. Hancock
- IIIe corps du major-général Daniel E. Sickles
- Ve corps du major-général George Sykes
- VIe corps du major-général John Sedgwick
- XIe corps du major-général Olivier O. Howard
- XIIe corps du major-général Henry W. Slocum
- Corps de cavalerie du major-général Alfred Pleasenton
- Artillerie de réserve du brigadier-général Robert O. Tyler

 Forces de la Confédération
L'armée de Virginie du Nord est commandée par le général Robert E. Lee.
- Premier corps du lieutenant-général James Longstreet
- Deuxième corps du lieutenant-général Richard S. Ewell
- Troisième corps du lieutenant-général A.P. Hill
- Division de cavalerie du major-général J.E.B. Stuart
- Cavalerie du brigadier-général John D. Imboden

## Bataille
| 1er juillet       | 2 juillet        | 3 juillet         |
| ----------------- | ---------------- | ----------------- |
| Chambersburg Pike | Little Round Top | Spangler's Spring |
| Oak Ridge         | Emmitsburg Road  | Pickett's Charge  |
| Barlow's Knoll    | Cemetery Ridge   |                   |
|                   | Cemetery Hill    |                   |
|                   | Culp's Hill      |                   |

### 1erjuillet

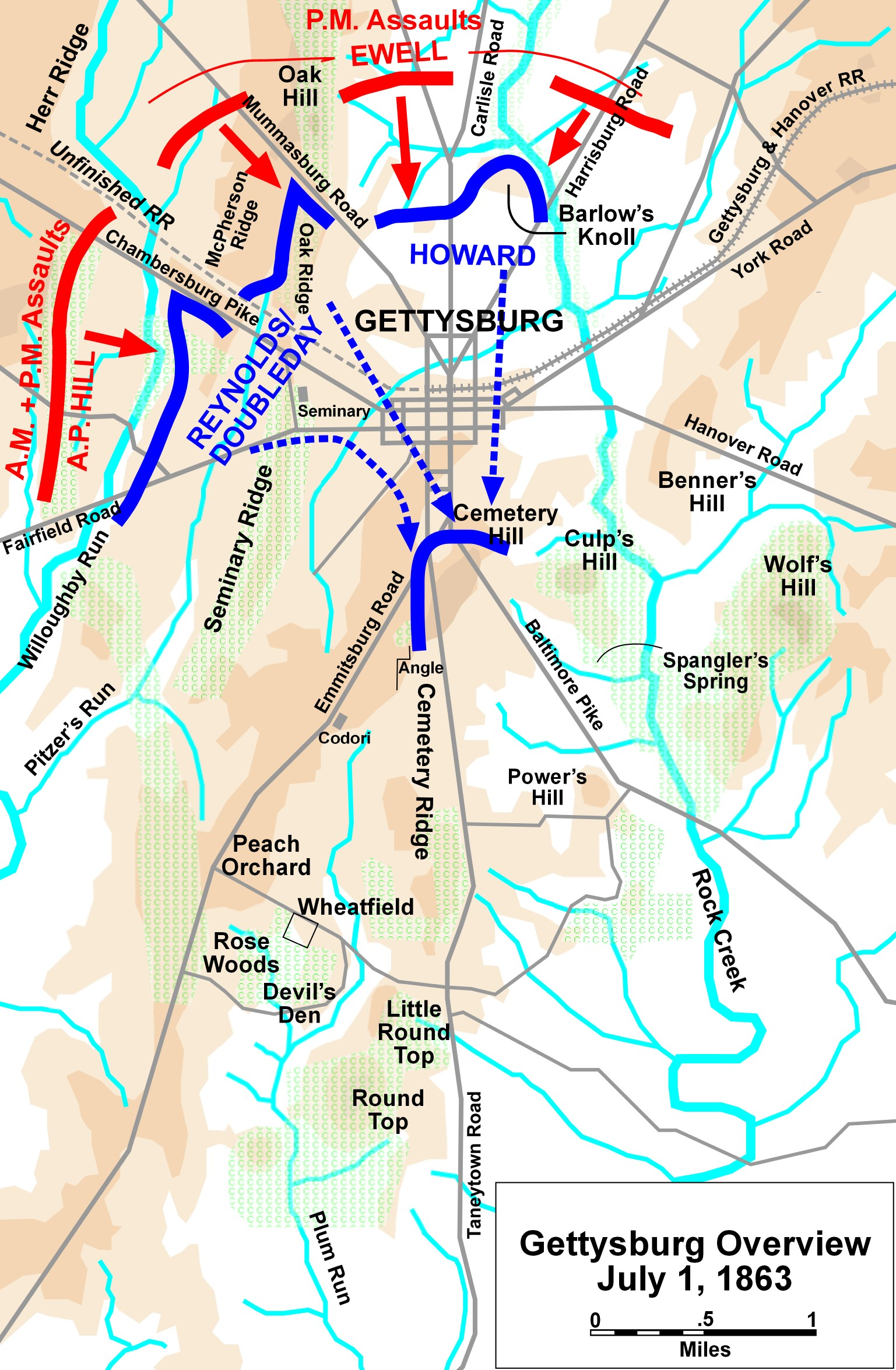
Bataille de Gettysburg, 1er juillet.
Confédération
Union

Anticipant la marche des Confédérés sur Gettysburg depuis l'ouest au matin du 1er juillet, Buford dispose ses unités sur trois arêtes à l'ouest de la ville : Herr Ridge, McPherson Ridge et Seminary Ridge. Ces positions sont les plus appropriées pour permettre à sa petite division de cavalerie de retarder efficacement les forces d'infanterie confédérées supérieures en nombre, en attendant l'arrivée des fantassins de l'Union. Ceux-ci pourront alors occuper des positions défensives fortes au sud de la ville : Cemetery Hill, Cemetery Ridge et Culp's Hill. Buford sait que si les Confédérés arrivent à contrôler ces collines, l'armée de Meade ne pourra pas les déloger facilement.
Deux brigades de la division de Heth, commandées par les généraux James J. Archer et Joseph R. Davis, avancent en colonnes le long de Chambersburg Pike. Arrivées à cinq kilomètres à l'Ouest de Gettysburg, le 1er juillet vers 7 h 30, elles entrent en contact avec des unités de reconnaissance de Buford et se déploient en ligne. Le lieutenant Marcellus Jones, de l'Union, aurait alors tiré le premier coup de feu de la bataille,. Les hommes de Heth engagent ensuite le combat avec les cavaliers du colonel William Gamble (en), qui combattent à pied pour l'occasion. Ils sont équipés de carabines dont le rechargement est deux à trois fois plus rapide que celui des fusils confédérés, ce qui leur permet de ralentir considérablement l'avancée des fantassins adverses. Néanmoins, vers 10 h 20, les Confédérés repoussent les cavaliers unionistes à l'est de McPherson Ridge, au moment où l'avant-garde du I corps de l'armée du Potomac, commandé par le général John F. Reynolds, arrive sur le champ de bataille,,.
Au nord de McPherson Ridge, le général confédéré Davis a d'abord l'avantage face aux troupes du général Lysander Cutler mais est finalement repoussé avec de lourdes pertes. Au sud, la brigade de Archer est assaillie dans Herbst Wood. La brigade du général nordiste Solomon Meredith (Iron Brigade) capture plusieurs centaines d'hommes, dont Archer lui-même.
Le Général Reynolds, qui dirigeait le placement de pièces d'artillerie à l'est des bois, est tué peu de temps après avoir engagé le combat. Il est remplacé par le général Abner Doubleday. Le combat dans le secteur de Chambersburg Pike se poursuit jusqu'à 12 h 30 environ avant de s'interrompre. Il reprend vers 14 h 30, lorsque Heth engage la totalité de sa division, renforcée par les brigades de Pettigrew et du colonel John M. Brockenbrough (en),,.
La brigade de Pettigrew (North Carolina Brigade), prend de flanc la 19th Indiana Brigade et repousse la Iron Brigade en arrière. La 26th North Carolina Brigade (le plus grand régiment de l'armée confédérée avec 839 hommes) subit de lourdes pertes (212 hommes à la fin du premier jour de bataille). Après trois jours de bataille, seuls 152 hommes resteront en état de combattre, le pourcentage le plus bas pour une bataille tous régiments (unionistes ou confédérées) confondus. La Iron Brigade est progressivement chassée des bois vers Seminary Ridge. Hill poursuit l'assaut en envoyant la division du général William Dorsey Pender rejoindre le combat et repousse le I corps dans les rues de Gettysburg.
Pendant que les combats se déroulaient à l'Ouest, deux divisions du IIe Corps d'Ewell, qui rejoignaient Cashtown conformément à l'ordre de Lee de concentrer l'armée confédérée dans cette zone, rejoignent le champ de bataille depuis Carlisle et Harrisburg (au nord), tandis que le XIe corps du général unioniste Oliver O. Howard arrive par les routes de Baltimore Pike et Taneytown Road au sud de Gettysburg. En début d'après-midi la ligne de défense de l'Union forme un demi cercle de l'ouest au nord-est de Gettysburg. Cependant, les Unionistes n'ont pas assez de troupes : celles qui sont déployées au nord de Chambersburg Pike sont vulnérables sur leur flanc droit. Doubleday est forcé d'engager des brigades de réserve pour tenter de tenir sa ligne.
Aux alentours de 14 h, les divisions sudistes des généraux Robert E. Rodes et Jubal Early attaquent de flanc les positions des Ier et XIe Corps au nord et au nord-est de la ville. Les brigades confédérées des colonels Edward A. O'Neal et du général Alfred Iverson, Jr. subissent des pertes sévères en combattant contre la division du général John C. Robinson au sud de Oak Hill. La division de Early profite d'une erreur du général unioniste Francis C. Barlow, qui avance sa division à Blocher's Knoll (aujourd'hui Barlow's Knoll), ce qui la coupe du reste de la ligne et permet aux troupes de Early de l'encercler et d'enfoncer le flanc droit de l'armée du Potomac. Barlow est blessé et capturé au cours de l'attaque.
Les positions de l'Union au nord et à l'ouest de Gettysburg n'étant plus tenables, le général Howard ordonne la retraite sur les hauteurs au sud de la ville à Cemetery Hill, où se trouve la division du général Adolph von Steinwehr en réserve. Le général Winfield S. Hancock, envoyé par Meade lorsqu'il a été informé de la mort de Reynolds, arrive à ce moment et prend le commandement des troupes de l'Union engagées sur le champ de bataille. Hancock, qui dirige le II corps, est le subordonné le plus expérimenté de Meade, qui l'a chargé, en plus de prendre le commandement des opérations, de déterminer si les alentours de Gettysburg sont appropriés pour remporter une bataille majeure,. Hancock dit à Howard : « Je pense que je n'ai jamais vu une position plus favorable pour mener une bataille. » Howard l'approuve et Hancock conclut : « Parfait monsieur. Je la choisis donc pour champ de bataille. ». La détermination de Hancock a donné du courage aux soldats nordistes qui se repliaient, sans qu'il ait joué de rôle tactique direct en ce premier jour de bataille.
Le général Lee comprend que le potentiel défensif de l'Union est important si l'armée unioniste parvient à tenir les hauteurs au sud de Gettysburg. Il ordonne alors à Ewell de prendre Cemetery Hill « s'il le juge possible ». Ewell, qui avait précédemment servi sous Stonewall Jackson, un général bien connu pour donner des ordres péremptoires, estime que ce n'est pas le cas et ne tente pas de monter à l'assaut de la colline. Les historiens considèrent aujourd'hui cette décision comme une grande occasion manquée,,,.
Le premier jour de la bataille de Gettysburg n'est pas simplement un prélude aux deuxième et troisième jours : il peut être considéré comme la 23e plus grande bataille de la guerre par le nombre de troupes engagées. Environ un quart de l'armée de Meade (22 000 hommes) et un tiers de l'armée de Lee (27 000) ont été engagés.

### 2 juillet

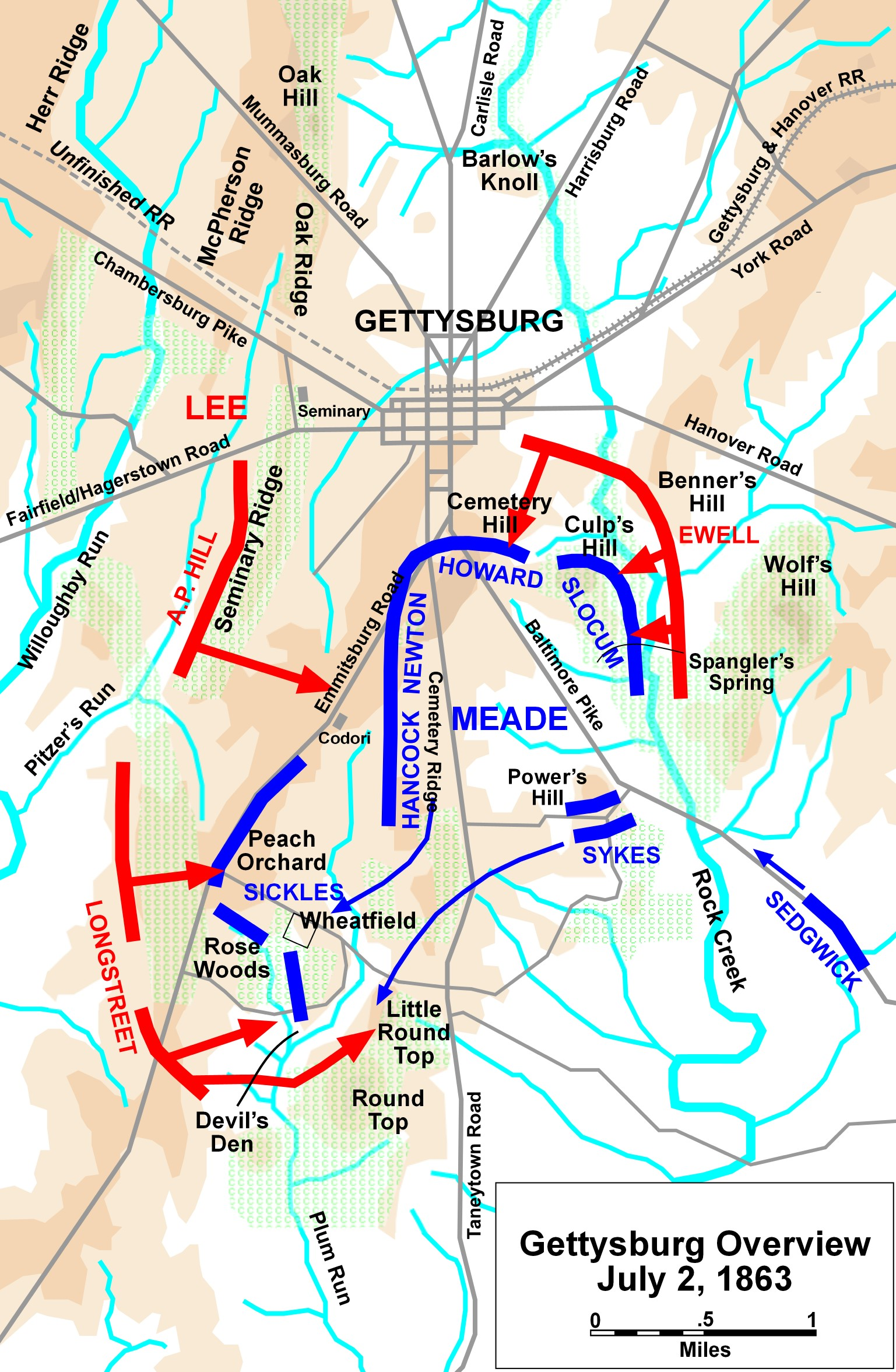
Bataille de Gettysburg, 2 juillet
Confédération
Union

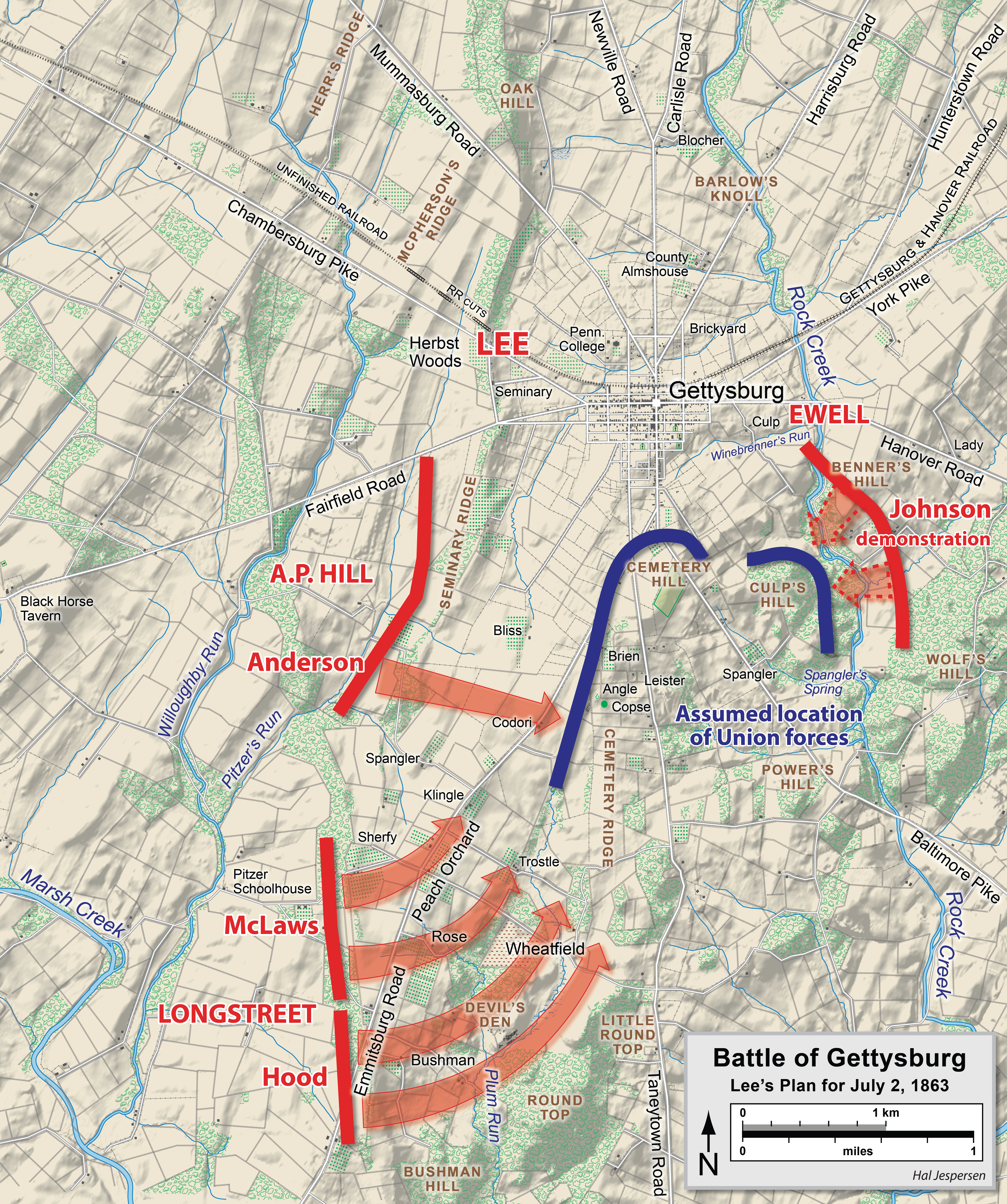
Plan du général Lee pour la journée du 2 juillet
Confédération
Union

Dans la nuit du 1er au 2 juillet, le reste de l'infanterie des deux armées rejoint le champ de bataille, notamment les IIe, IIIe, Ve, VIe et XIIe Corps unionistes. En revanche, la troisième division du 1er Corps confédéré, commandée par George Pickett, parti de Chambersburg en début de matinée, n'arrive sur le champ de bataille que le 2 au soir,.
La ligne de défense de l'armée du Potomac a une forme d'hameçon. Elle est d'abord composée d'un arc de cercle, de Culp's Hill, au sud-est de Gettysburg, jusqu'au nord-ouest de Cemetery Hill, au sud de la ville. À partir de là, elle descend plein sud pendant trois kilomètres, le long de Cemetery Ridge, jusqu'au nord de Little Round Top. L'essentiel du XII Corps est situé sur Culp's Hill (flanc droit), les restes des Ier et XI Corps défendent Cemetery Hill et forment le centre de la ligne avec le II Corps, placé sur la moitié nord de Cemetery Ridge. Le III Corps complète la ligne sur la moitié sud, au sud-ouest du IIe Corps (flanc gauche). Une partie de l'armée de Virginie (3e Corps de Hill) se dispose parallèlement à la ligne unioniste sur environ 1,6 kilomètre, sur Seminary Ridge, au sud-ouest de Gettysburg, face au centre de l'armée de l'Union. Une autre partie (2e Corps de Ewell) se place au sud-est de la ville, face à Culp's Hill. La ligne confédérée est donc discontinue, contrairement à celle des unionistes,.
Le plan d'attaque de Lee pour la journée du 2 juillet prévoit que le 1er Corps de Longstreet prenne position furtivement au sud-ouest de l'armée de l'Union pour la prendre de flanc et la repousser vers Emmitsburg Road. L'attaque suit un ordre précis : les divisions des généraux John Bell Hood et Lafayette McLaws, du 1er Corps, doivent ouvrir les hostilités avant d'être appuyées par la division de Richard H. Anderson, du 3e Corps. L'engagement progressif des divisions doit permettre de repousser progressivement la ligne unioniste et empêcher Meade de déplacer des troupes depuis le centre pour soutenir son flanc gauche. Dans le même temps, les divisions des généraux Edward Johnson et Jubal Early, du 2e Corps doivent mener une attaque de diversion sur Culp's Hill et Cemetery Hill, toujours dans le but d'empêcher l'envoi de renforts vers le flanc gauche, lieu de l'attaque principale. Si l'occasion se présente, cette attaque de diversion peut être amenée à devenir un véritable assaut,.
Pour établir ce plan, Lee est privé de ses deux meilleurs généraux : Stonewall Jackson, spécialiste des offensives audacieuses a été tué deux mois plus tôt, tandis que Jeb Stuart, capable de mener des reconnaissances efficaces à la tête de ses cavaliers et grand stratège, ne rejoindra Gettysburg qu'à midi, trop tard pour aider Lee de ses conseils. De fait, le plan de Lee se fonde sur une appréciation erronée des positions unionistes et l'offensive principale est menée par Longstreet, adepte des stratégies défensives,.
En réalité, le général Daniel Sickles, commandant du III Corps, peu satisfait de sa position initiale, à l'extrémité sud de Cemetery Ridge, qui ne permettait pas une utilisation optimale de son artillerie, a, de sa propre initiative, déplacé ses troupes de 800 mètres vers l'ouest, sur une partie de terrain légèrement plus élevée, le long de Emmitsburg Road. Il se trouve donc face à la division de McLaws, entre Devil's Den et Peach Orchard. Du fait de sa position avancée, il est plus vulnérable aux attaques et doit défendre une plus grande zone ce qui le conduit à fragmenter les divisions des généraux Andrew A. Humphreys et David B. Birney,.
Longstreet a l'ordre de commencer son attaque dès que possible mais Lee lui a donné la permission d'attendre l'arrivée d'une brigade supplémentaire. Or, celle-ci ne peut pas rejoindre sa position sans être repérée par un poste avancé unioniste situé sur Little Round Top et est contrainte de faire un détour pour éviter de donner l'éveil. En conséquence, l'assaut prend du retard : la division de Hood n'attaque qu'à partir de 16 h et celle de McLaws à partir de 17 h.
Lorsqu'il apprend que le III Corps est attaqué par les Confédérés, Meade envoie 20 000 hommes en renfort sur son flanc gauche, soit la totalité du V Corps, la majorité du XII Corps, une partie du VI Corps et la division du général John C. Caldwell, du II Corps.
Par rapport au plan de Lee, la division de Hood s'est déplacée plus à l'est que prévu, n'a pas pu amorcer le mouvement pour remonter vers le nord, parallèlement à Emmitsburg Road et attaque Devil's Den. Sur sa gauche, la division de McLaws monte à l'assaut de Peach Orchard et Wheatfield et cause de lourdes pertes au III Corps (Sickles est lui-même grièvement blessé par un boulet de canon et doit être amputé d'une jambe), ainsi qu'à la division de Caldwell, avant d'être repoussée par des divisions du V Corps. La division de Anderson, au nord de celle de McLaws, se met en marche à 18 h et atteint la crête de Cemetery Ridge, qu'elle ne parvient pas à tenir, du fait de l'absence des troupes de McLaws et Hood et de la vigoureuse contre-attaque du II Corps, dont la charge à la baïonnette quasi suicidaire du 1st Minnesota Volunteer Infantry, un petit régiment d'infanterie mené par le colonel Colvill et le lieutenant-colonel Charles Powell Adams, ordonnée par Hancock pour gagner le plus de temps possible avant l'arrivée des renforts,,.

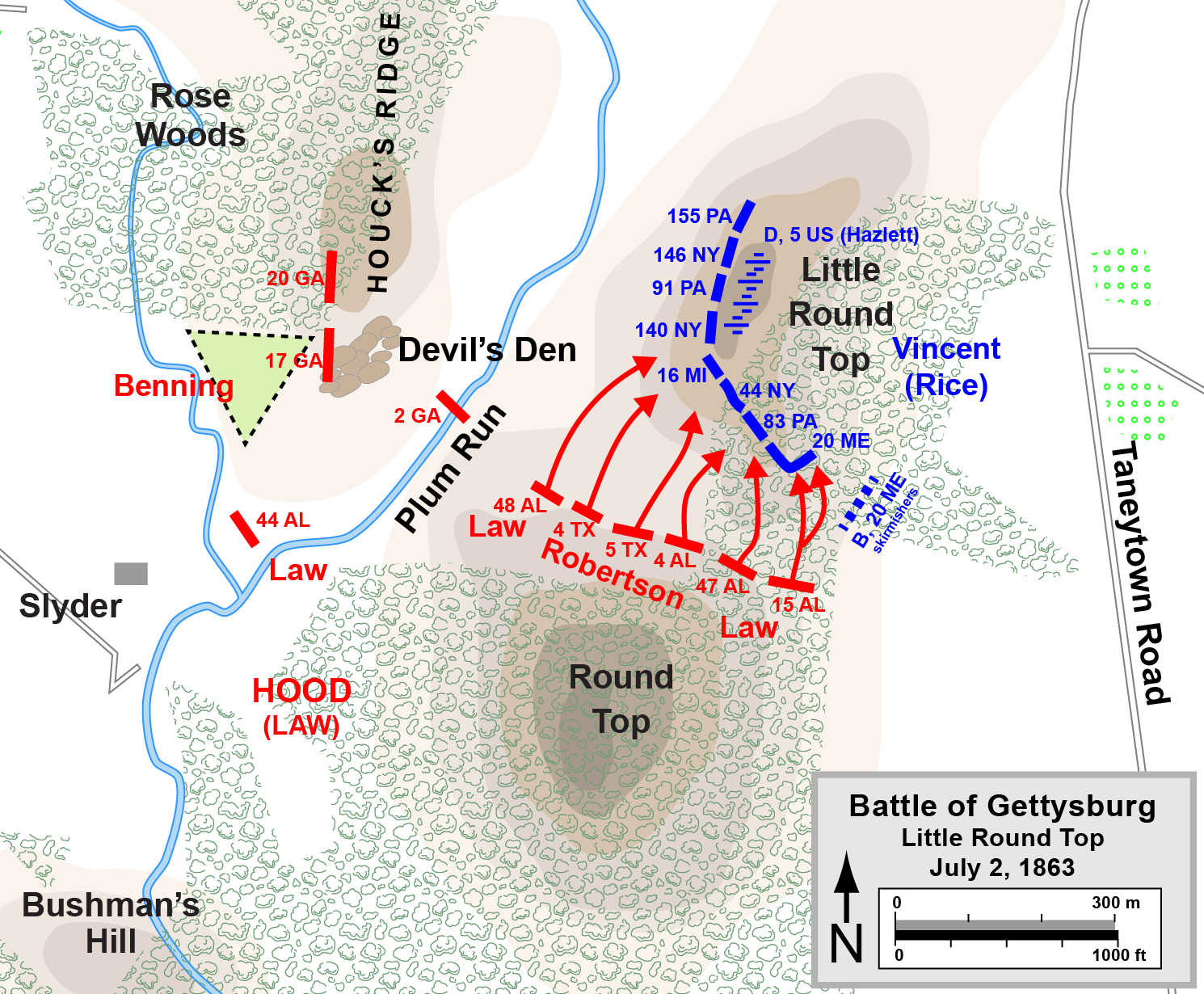
Assaut sur Little Round Top
Confédération
Union

Pendant que les combats font rage à Wheatfield et à Devil's Den, une brigade de la division de Hood, commandée par le général Evander M. Law prend d'assaut la colline de Little Round Top, située à l'extrême gauche de la ligne de défense de l'armée du Potomac. Celle-ci est défendue par quatre régiments de taille modeste, dirigés par le colonel Strong Vincent. C'est le général Gouverneur K. Warren qui a réalisé l'importance stratégique de cette position et qui a envoyé la brigade du colonel Vincent, une batterie d'artillerie et le 140th New York pour l'occuper, ce qui fut fait quelques minutes avant l'arrivée des Confédérés, qui sont finalement repoussés après un dur combat. La défense acharnée du colonel Joshua L. Chamberlain, à la tête du 20th Maine (dont sa fameuse charge à la baïonnette), pour sauver le flanc gauche de l'armée de l'Union, est considérée comme l'évènement décisif de la journée et est entrée dans la légende de la guerre de Sécession.
À l'est, l'attaque de diversion menée par la division de Johnson sur le flanc droit de l'armée de Meade, en direction de Culp's Hill, commence très tardivement, aux environs de 19 h. La plus grande partie du XII Corps a déjà été envoyée soutenir le flanc gauche. La seule brigade restante, celle du général George S. Greene, s'est retranchée solidement et, épaulée par des renforts des I et XI Corps, parvient à tenir les assaillants à distance,,,.
Juste avant la nuit, deux brigades confédérées de la division de Early attaquent les positions du XI Corps sur le flanc est de Cemetery Hill. La dernière division du 2e Corps, commandée par le général Robert E. Rodes lance une attaque sur le flanc ouest de la colline mais ne parvient pas à soutenir l'assaut des troupes de Early qui sont repoussées par la brigade du colonel Andrew L. Harris, dont la moitié des hommes sont mis hors de combat,,.
Grâce à la formation défensive adoptée par l'armée du Potomac, les généraux de l'Union ont réussi à faire parvenir des renforts rapidement aux points critiques tout au long de la journée,,. Jeb Stuart et ses trois Corps de cavalerie sont arrivés à Gettysburg aux alentours de midi mais n'ont pas été engagés dans les combats de ce deuxième jour de bataille. Seule la brigade du général Wade Hampton a eu un accrochage mineur avec les troupes du jeune général unioniste Custer à Hunterstown, au nord-est de Gettysburg,.

### 3 juillet

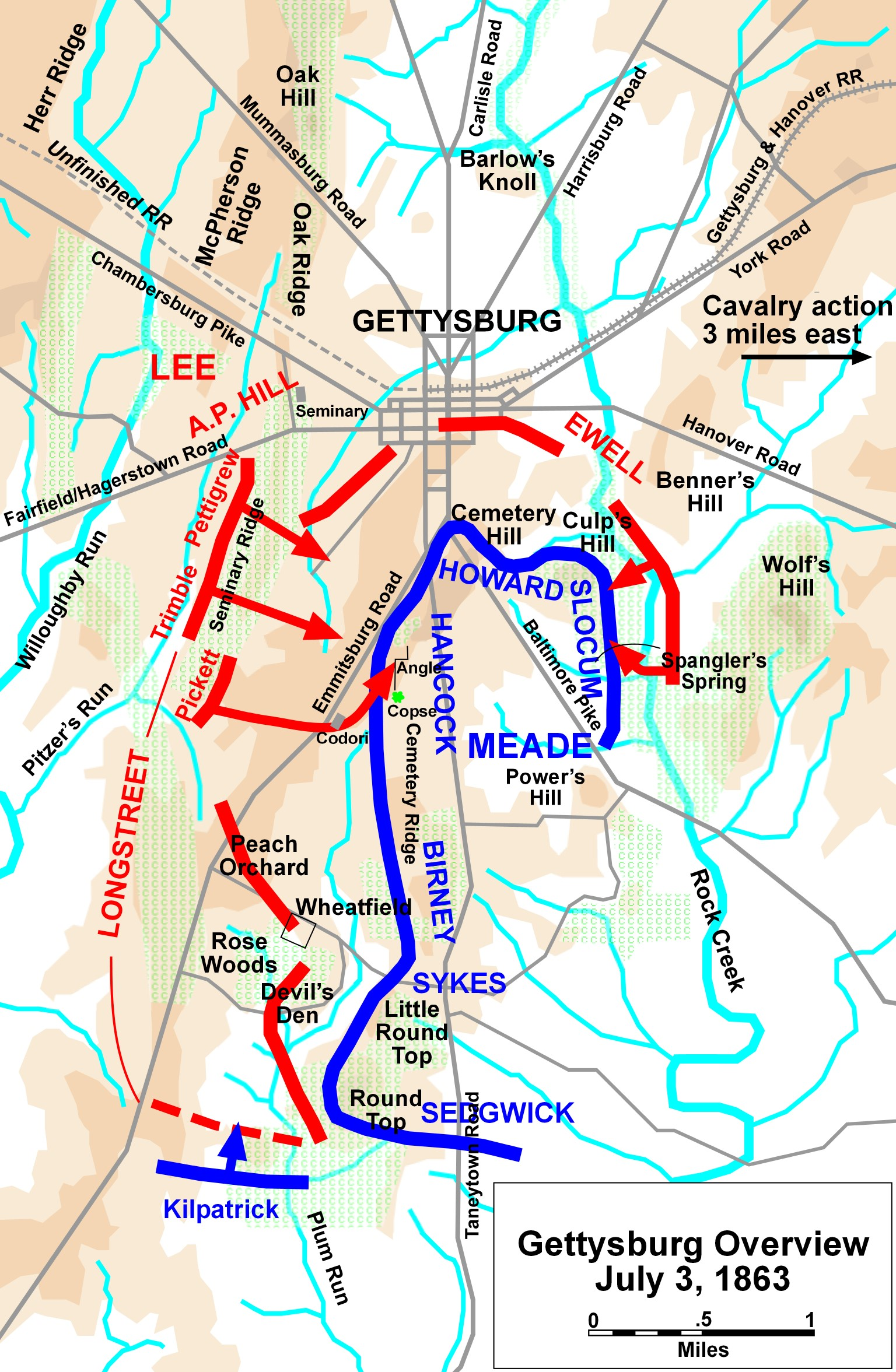
Bataille de Gettysburg, 3 juillet
Confédération
Union

Le général Lee souhaite appliquer la même stratégie que le jour précédent : les troupes de Longstreet doivent attaquer le flanc gauche de l'armée de l'Union tandis que celles de Ewell doivent prendre Culp's Hill. Cependant, les Unionistes ouvrent les hostilités les premiers : le XII Corps bombarde dès l'aube les positions situées au bas de Culp's Hill, que les Confédérés avaient réussi à prendre la veille et tente de les repousser. Les Confédérés ripostent. Un combat acharné se déroule jusqu'à 11h00 sans faire bouger significativement les lignes,,.
Lee est contraint de changer ses plans. Il charge Longstreet de mener la division de Pickett, qui appartient à son 1er Corps, ainsi que six brigades appartenant à celui de Hill, dans un assaut frontal contre le centre de la ligne de l'armée unioniste, à savoir les positions occupées par le II Corps sur Cemetery Ridge. Avant l'attaque, la quasi-totalité de l'artillerie de l'armée de Virginie du Nord doit bombarder massivement la ligne de défense pour l'affaiblir,.
Aux alentours de 13h00, entre 150 et 170 canons ouvrent le feu. Il s'agit probablement du bombardement le plus important de la guerre de Sécession. Pour économiser des munitions en vue de l'attaque d'infanterie qui ne manquera pas de suivre un tel bombardement, les artilleurs de l'armée du Potomac, placés sous les ordres du général Henry Jackson Hunt ne répondent pas pendant un quart d'heure au feu ennemi. Finalement, 80 canons de l'Union entrent en action. Après deux heures de canonnade, les artilleurs confédérés ont quasiment épuisé leurs stocks de munitions. Contrairement aux espérances de Lee, le bombardement n'a pas désorganisé de manière significative la défense de l'armée de l'Union au moment où son infanterie entre dans le combat,,,.
Vers 15h00, environ 12 500 soldats confédérés quittent la lisière des bois et entament leur marche vers les positions unionistes située à près de 1,2 kilomètre. Cette charge d'infanterie est aujourd'hui connue sous le nom de « charge de Pickett » (Pickett's Charge). Les Confédérés sont pris sous le feu des canons situés sur Cemetery Hill et au nord de Little Round Top puis sous celui des mousquets du II Corps commandé par le général Hancock. L'artillerie de l'armée du Potomac qui n'avait pas donné sa pleine mesure lors du bombardement confédéré est utilisée de manière optimale contre l'infanterie avec des résultats dévastateurs.

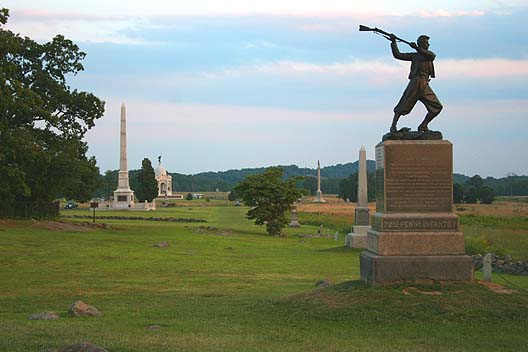
High Water Mark avec le 72nd Pennsylvania Infantry Monument.

La brigade commandée par le général Lewis A. Armistead, appartenant à la division de George Pickett, parvient toutefois à pénétrer dans la ligne d'infanterie nordiste dans un angle de celle-ci, situé au nord d'un petit bois nommé Copse of Trees, mais des renforts parviennent à la repousser et Armistead est mortellement blessé. Cet endroit est le point le plus éloigné atteint par l'armée confédérée lors de l'assaut. Il est aujourd'hui appelé High Water Mark of the Confederacy. Seule la moitié des soldats confédérés engagés dans l'assaut parvient à regagner les lignes de l'armée de Virginie du Nord,,,.
Le même jour, deux engagements significatifs entre les cavaleries des deux armées se déroulent. Stuart, envoyé sur le flanc gauche de l'armée confédérée, est prêt à intervenir si la charge de Pickett est un succès, en coupant les lignes d'approvisionnement et de communication de l'armée du Potomac pour l'affaiblir davantage. Il se trouve à cinq kilomètres à l'est de Gettysburg lorsqu'il est contraint d'engager le combat contre la division du général David McMurtrie Gregg et la brigade du général Custer. Une longue bataille s'ensuit, avec des duels au sabre. La charge du 1st Michigan Cavalry menée par Custer repousse les cavaliers de Hampton et contribue à l'échec de la mission de Stuart. Du côté de l'Union, le général Judson Kilpatrick, après avoir appris l'échec de l'assaut confédéré, décide de lancer ses cavaliers sur le flanc droit du Corps de Longstreet au sud-ouest de Big Round Top. Le général Elon J. Farnsworth, en désaccord avec cette décision, mène toutefois l'offensive au cours de laquelle il est tué, tandis que sa brigade subit des pertes significatives,,,.

## Retraite des Confédérés

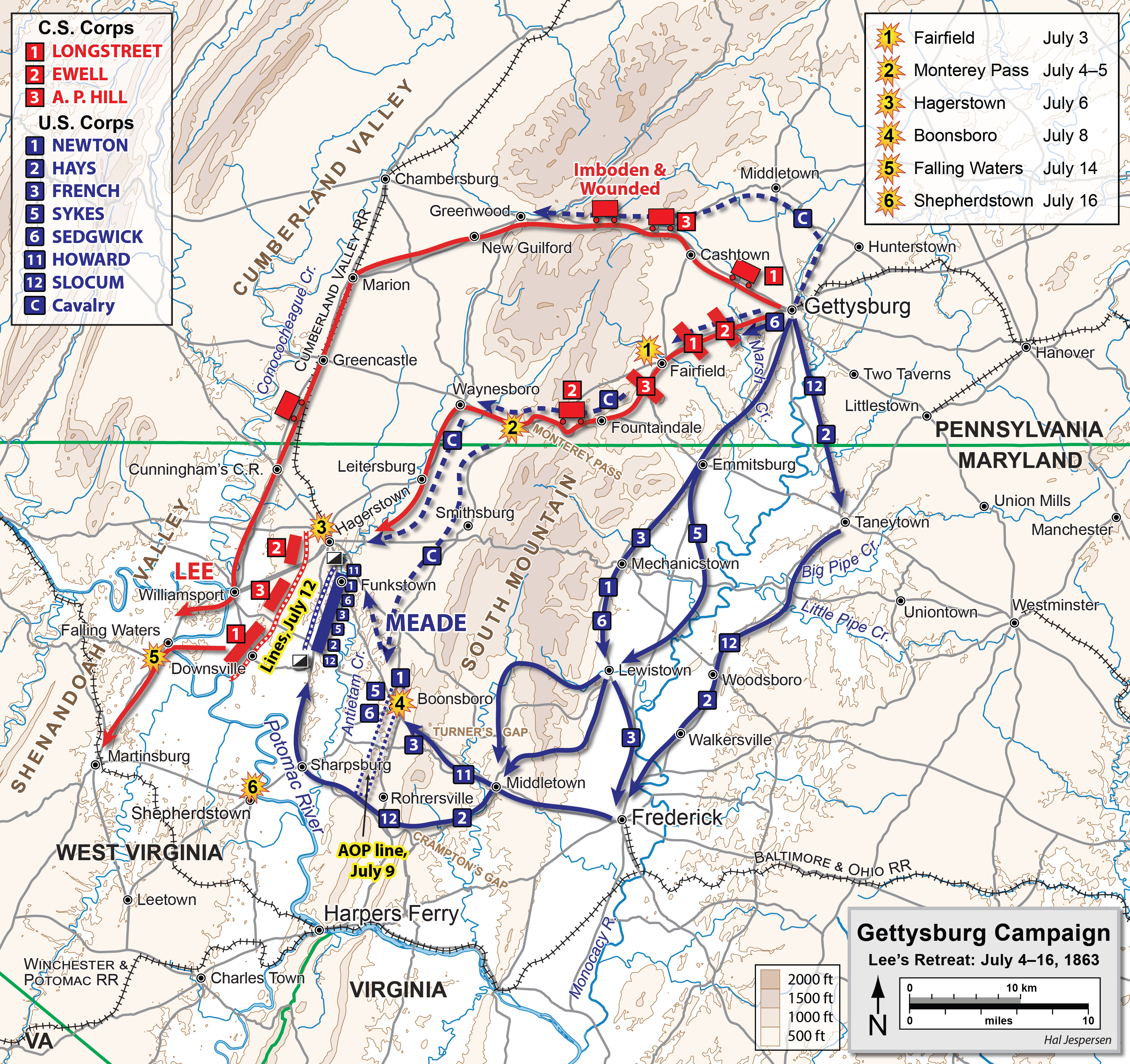
2e partie de la campagne de Gettysburg : retraite sudiste.
Confédération
Union

Après trois jours de combats, près de 46 000 hommes, à peu près également répartis entre les deux armées, ont été mis hors de combat (tués, blessés, faits prisonniers et manquants). Mais Lee ayant environ 20 000 hommes de moins que Meade dans son armée au début de la bataille, il est plus affecté que son adversaire par les pertes subies dont le pourcentage (morts et blessés) est de 32,4 %.
Le général en chef de la Confédération n'a plus les moyens de mener une campagne offensive dans les États de l'Union. Lee fait former à ses troupes une ligne de défense sur Seminary Ridge dans la nuit du 3 au 4 juillet et fait évacuer les rues de Gettysburg. Il espère que Meade va passer à l'attaque, ce qui pourrait lui permettre de reprendre l'avantage en repoussant à son tour un assaut de l'armée adverse, mais celui-ci préfère ne pas prendre le risque, ce qui lui sera reproché après la bataille. Les deux armées se préparent à évacuer leurs blessés et à enterrer une partie de leurs morts. Lee propose un échange de prisonniers à Meade qui refuse,,,,.
Dans la soirée du 4 juillet, Lee ordonne à l'armée de Virginie du Nord de battre en retraite, en direction de Fairfield et Chambersburg. Le général John D. Imboden commande les cavaliers chargés d'escorter l'important convoi de chariots chargés de provisions et de blessés que Lee compte ramener en Virginie via Cashtown, Hagerstown et Williamsport. L'armée de l'Union se lance à la poursuite des Confédérés avec un entrain modéré. L'armée de Lee est d'abord bloquée par la crue du Potomac mais lorsque les Unionistes la rejoignent, elle a déjà en grande partie passé le fleuve à gué. Le 14 juillet, la bataille de Williamsport, au cours de laquelle le général Pettigrew est mortellement blessé, permet de couvrir définitivement la retraite des Sudistes,.
Malgré les demandes répétées du général Henry W. Halleck et du président Abraham Lincoln, Meade n'a pas poursuivi l'armée de Lee avec suffisamment d'agressivité pour pouvoir espérer l'anéantir avant qu'elle ne soit en sécurité, au sud du Potomac. Des engagements mineurs ont lieu en Virginie, dont la bataille de Manassas Gap, le 23 juillet, après quoi Meade interrompt la poursuite. Les deux armées prennent alors position de part et d'autre de la rivière Rappahannock,,,.

## Bilan humain détaillé
|                               | Armée du Potomac | Armée de Virginie du Nord | Total        |
| ----------------------------- | ---------------- | ------------------------- | ------------ |
| Morts au combat (†)           | 3 155 (3%)       | 4 708 (7%)                | 7 863 (5%)   |
| Blessés au combat (b)         | 14 531 (15%)     | 12 693 (18%)              | 27 224 (16%) |
| Prisonniers (PDG) ou disparus | 5 369 (6%)       | 5 830 (8%)                | 11 199 (7%)  |
| Total                         | 23 055 (25%)     | 23 231 (32%)              | 46 286 (28%) |

## Conséquences

### Conséquences de la bataille pour l'Union
Les nouvelles de la victoire transcendent l'Union. The Philadelphia Inquirer titre : « VICTORY ! WATERLOO ECLIPSED ! ». L'éditorialiste George Templeton Strong écrit : 

« Les conséquences de cette victoire n'ont pas de prix. La légende de l'invincibilité de Robert E. Lee est brisée. L'armée du Potomac a enfin trouvé un général capable de la prendre en main, et de rester noblement debout pour accomplir un travail terriblement difficile malgré une longue liste d'échecs décourageants. Les Copperheads sont réduits au silence pour un bon moment. Le gouvernement est renforcé sur le plan intérieur et à l'étranger,. »

Cependant, l'enthousiasme retombe rapidement lorsque la population apprend que l'armée de Lee a échappé à la destruction et que la guerre continue. Lincoln se plaint au ministre de la marine Gideon Welles : « Notre armée avait le sort de la guerre dans le creux de sa main et elle ne l'a pas refermée !,, » Le général Alexander S. Webb écrit le 17 juillet à son père que certains politiciens considèrent que c'est Lee qui a en réalité remporté la bataille.

### Conséquences de la bataille pour la Confédération
Les Confédérés ont perdu autant militairement que politiquement. Pendant les dernières heures de la bataille, le vice-président de la Confédération, Alexander Stephens, se trouve près des lignes unionistes à Norfolk. Bien que les instructions officielles de Jefferson Davis le chargent de négocier des échanges de prisonniers, l'historien James M. McPherson suppose qu'il aurait pu avoir pour consigne officieuse de faire une proposition de paix si la bataille de Gettysburg avait tourné à l'avantage de la Confédération. Lincoln, après avoir appris le résultat de la bataille, refuse de laisser Stephens franchir les lignes. En outre, lorsque la nouvelle parvient en Europe, tout espoir de reconnaissance de la Confédération par les États européens est définitivement perdu.
La première réaction au sein de l'armée confédérée est de considérer que Gettysburg est un échec mais pas un désastre. Le sentiment général est que Lee a mené une bataille vaillante mais n'était pas en mesure de déloger l'armée de Meade de sa position, celle-ci bénéficiant d'un terrain favorable pour organiser sa défense. En outre, la retraite, qui aurait pu tourner au désastre, a été parfaitement maîtrisée. De surcroit, l'armée du Potomac a été maintenue loin des terres cultivées de Virginie pendant toute la période estivale, ce qui était l'objectif initial de Lee, et tout indiquait que Meade, trop prudent, ne repasserait pas à l'offensive avant la fin de l'année. Quelques journaux, comme Charleston Mercury, critiquent la campagne de Lee. Il offre sa démission au président Davis le 8 août 1863, ce dernier la refusant immédiatement,,.
Par la suite, Gettysburg devient une explication à la défaite finale de la Confédération, hypothèse à laquelle Edward A. Pollard et Jubal Early souscrivirent. Selon ce point de vue, plus la guerre se prolongeait, plus l'Union avait de chances de l'emporter du fait de sa puissance industrielle supérieure. La bataille de Gettysburg est ainsi considérée comme une immense occasion perdue car une victoire décisive de Lee aurait entraîné la fin de la guerre en faveur de la Confédération,,.

### Importance du résultat de la bataille
L'importance de l'issue de la bataille de Gettysburg a fait l'objet d'une controverse pendant des années. Bien que n'ayant pas été considérée comme majeure à l'époque, en particulier parce que les combats se sont poursuivis pendant deux années supplémentaires, elle est rétrospectivement citée comme le tournant de la guerre, avec la chute de Vicksburg, intervenue le lendemain. Cette analyse est basée sur le fait qu'après Gettysburg, Lee n'a plus conduit d'offensives contre l'Union, se contentant de réagir aux initiatives de Ulysses S. Grant en 1864 et 1865, et sur l'analyse d'anciens généraux confédérés selon lesquels une victoire à Gettysburg aurait été décisive pour la Confédération,.
Gettysburg est généralement considérée comme une victoire décisive pour l'Union mais le terme « décisif » est imprécis. Il ne fait aucun doute que la défaite met prématurément fin à la campagne menée par Lee dans les États du nord mais les historiens sont divisés sur la question de savoir si Gettysburg répond à la définition communément admise d'une bataille décisive, à savoir une victoire militaire indiscutable d'un camp sur un autre qui influence significativement le résultat final du conflit. David J. Eicher et James M. McPherson considèrent Gettysburg comme un échec stratégique pour la Confédération, alors que Herman Hattaway et Archer Jones affirment au contraire que l'impact stratégique de la bataille était assez limité. Edwin Coddington insiste sur les lourdes pertes subies par l'armée du Potomac et sur le fait que celle-ci a manqué d'efficacité jusqu'à sa réorganisation par Grant en 1864 et l'arrivée de nouvelles recrues. Joseph T. Glatthaar considère que l'armée de Virginie du Nord reste une force non négligeable malgré les lourdes pertes qu'elle a subies. Ed Bearss conclut que l'invasion de Lee est un échec mais que Meade n'a pas pu faire mieux que de maintenir le statu quo. Peter S. Carmichael insiste sur le fait que ce sont les pertes cumulées lors de différentes batailles depuis celle de Chancellorsville, et pas seulement celles subies à Gettysburg, qui ont affaibli l'armée de Lee. Thomas Goss, dans la Military Review, écrit que Gettysburg ne mérite pas le qualificatif de « décisive »,,,,,,,,.

### Discours de Gettysburg

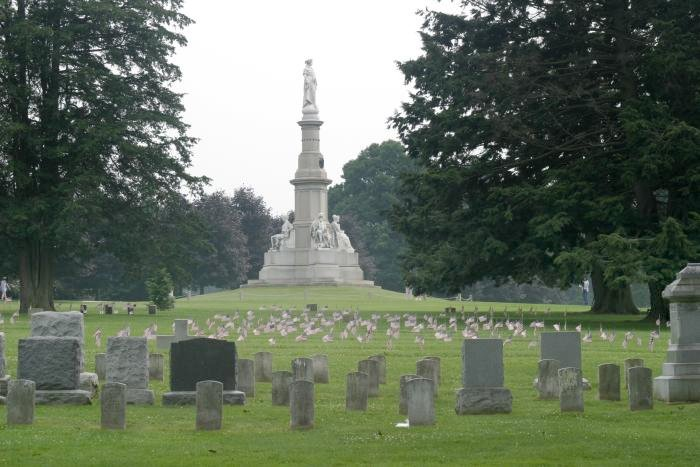
Cimetière national de Gettysburg.

Les stigmates de la bataille sont toujours visibles lorsque, quatre mois plus tard, le 19 novembre 1863, le cimetière national de Gettysburg est inauguré. Lors de la cérémonie, le président Lincoln rend hommage aux soldats tombés au combat et prononce un discours historique connu sous le nom de discours de Gettysburg. Celui-ci marque une évolution dans la pensée de Lincoln et dans les objectifs de la guerre : il ne s'agit plus seulement de défendre l'Union et de restreindre l'esclavage, mais aussi de fonder une nouvelle Union qui accomplirait le rêve de certains des pères fondateurs de n'être composée que d'hommes libres.

## Commémorations et mémoire populaire

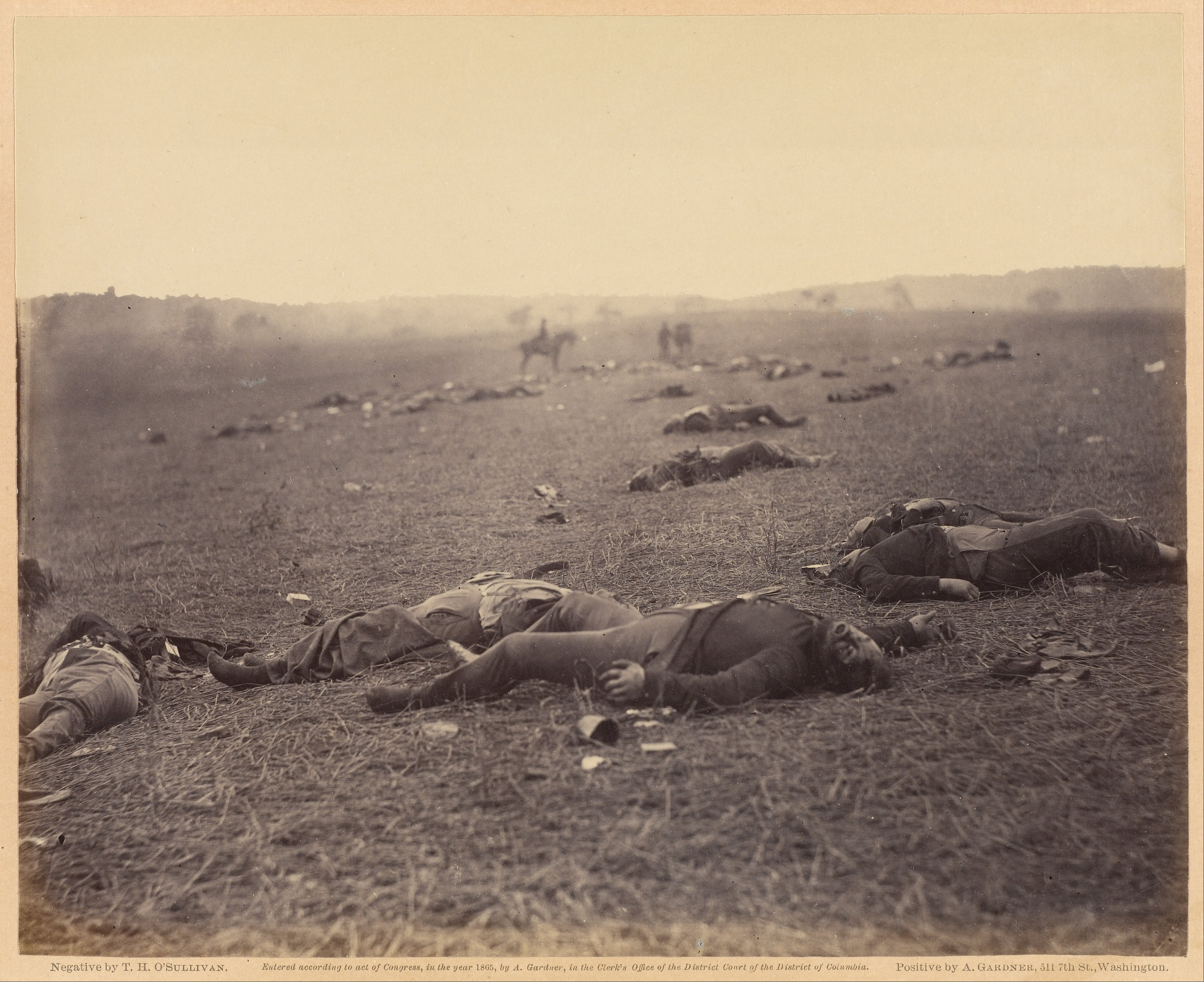
Timothy O'Sullivan, A Harvest of Death, 1863, épreuve sur papier albuminé, Bibliothèque du Congrès, Washington.

Alexander Gardner et Timothy O'Sullivan réalisent une célèbre série de prises de vue du champ de bataille, dont A Harvest of Death, publiée dans la première anthologie américaine de photographies, le Photographic Sketch Book of the War .
Le United States Postal Service a fait imprimer un timbre commémoratif à l'occasion du centenaire de la bataille, en 1963.
La bataille de Gettysburg est le théâtre de l'action dans le roman de Michael Shaara, The Killer Angels, paru en 1974, et dans son adaptation cinématographique, Gettysburg, produit en 1993.
Elle est aussi commémorée par trois chansons de l'album The Glorious Burden du groupe Iced Earth.
La bataille de Gettysburg est évoquée dans le onzième épisode de la saison 1 de Homeland : Brody passe un week-end en famille et les emmène sur les lieux de la bataille.
Elle est le thème de la chanson Gettysburg du groupe de power metal suédois Civil War.
La bataille est le thème du jeu vidéo Ultimate General: Gettysburg.
Dans l'univers Halo, son nom est donné à une frégate, l'UNSC Gettysburg.

### Citations originales
1. ↑  (en) « I think this the strongest position by nature upon which to fight a battle that I ever saw. »
2. ↑  (en) « Very well, sir, I select this as the battle-field »
3. ↑  (en) « The results of this victory are priceless. ... The charm of Robert E. Lee's invincibility is broken. The Army of the Potomac has at last found a general that can handle it, and has stood nobly up to its terrible work in spite of its long disheartening list of hard-fought failures. ... Copperheads are palsied and dumb for the moment at least. ... Government is strengthened four-fold at home and abroad. »
4. ↑  (en) « Our army held the war in the hollow of their hand and they would not close it ! »